# OH!MYコンブ
『OH!MYコンブ』（オー!マイコンブ）は、企画・監修：秋元康、漫画：かみやたかひろによる日本の漫画作品。この項では続編の『OH!MYコンブ ミドル』についても記載する。

## 概要
平成2年（1990年）から平成6年（1994年）に『コミックボンボン』『デラックスボンボン』（共に講談社）にて連載された料理・グルメ漫画。コミックス全12巻。基本は1話完結のコメディ形式だが、連載中盤以降にはシリアスなストーリーが展開された時期があった。なお、コミックボンボン1994年5〜7月号に掲載された「クッキングファイター」編はコミックス未収録となっている。
本作の劇中劇だったアニメ『へろへろくん』は後にスピンオフ（派生）作品として展開された。

### リトルグルメ
リトルグルメは、本作の創作料理に銘打たれた作中の呼称。作中では「子どもたちが考え子どもたちがつくりだす新しいグルメ」と説明されている。実際に子どもが真似して作れる料理であるところがポイントであり、豪華本格的ラーメンの対抗として登場した料理がカップラーメンを応用した「コンブ特製五目ヌードルすし」といった具合である。なお、長編ではリトルグルメが作られないことが多く、特に子供の手では到底再現不可能な本格創作料理による対決が繰り広げられたバトル8編では一切登場しない。
リトルグルメのアイデアは、読者からも募集された。
永谷園のお茶漬け海苔、明治製菓のカール、森永製菓のチョコボールといった実在の製品が作中に登場しており、コミックスの巻末には各メーカーの協力クレジットが記載されている。なお、コミックス発行時点で発売を終了している商品に関しては枠外に「現在は取り扱いがございません」と断り書きが付されている。

## 登場人物

### メインキャラクター
なべやき コンブ
声 - 高山みなみ
本編の主人公。「リトルグルメの天才」と謳われる少年料理人。彼の作ったリトルグルメを食べると、美味しさのあまり「OH MYコーンブ!」と叫ぶ。ただし、シリアス路線に入ったあたりからは、このリアクションは少なくなっていった。
料理には並々ならぬ情熱を持ち、正義感も強い。最終話では舌厳格の手引きで海外へ料理留学に行く。登場人物の中では比較的常識人だが勉強は苦手。メンメンとは事実上相思相愛の仲。
未来編ではメンメンと結婚し、一人息子のパスタをもうけ、大人気レストラン「コンブ」のオーナーシェフとなっている様子が描かれている。
人情家で、メンメンの両親が経営する「らーめんメンメン」がチャイナルトの店に客を奪われた際もチャイナルトに料理対決を申し込み、勝利して店の窮地を救ったり、風邪を引いたムスビの父親の代わりにぺろりん神社の初詣で夜店を出し、売上金を全額「父ちゃんを喜ばしてあげなよ」と言ってムスビに渡してやるなどの手助けをしている。
最終回で味道天明から自らの料理修行への同行を提案されるも、世界での修行への興味とメンメンやパイ助との別れとの間で思い悩む。しかしクッキーの説得を受け修行への同行を決意、クッキーから事情を聞いていたメンメン、パイ助もこれを快諾。そして出発の日、列車へと乗り込む際に別れを悲しむメンメンに対し改めてその想いを告白、最後はぺろりん村の住民たちに見送られながら修行へと旅立った。
『特上へろへろくん』1巻の「さっさときめろやジジィの二階のまき」で、へろへろジジの住む二階として登場した駅（ステーション）型二階「へろへろジジ駅」で、夕方のラッシュ時の雑踏の中にパイ助と共に描かれ、1コマだけ登場した。
家の住所は、ぺろりん村パン丁目6と、原作のなべやき家のポストに書かれている。
着用している前垂れには当初は丸の中に鳥居のようなマークが描かれていたが、第7話からは丸の中に「コ」となる。
常夏 パイ助
声 - 山口勝平
コンブの親友。陽気なお調子者だが、友人思い。パイナップルのような顔にサングラスをかけており、常にストローを口にくわえているのが特徴。誕生日は8月31日。
コンブやクッキーには劣るものの、料理の腕はそこそこ持っている。メンメンやパパイヤ先生を始め、可愛い女の子や美女には目がないが、ほとんど相手にされず、逆にトン子やアリサなど、巨漢の人物に妙に縁のある不幸体質でもある。
寒さに強く、冬に海水浴に行きたがったり、雪山でも半袖半ズボンの格好を通している。
未来編では探検家として雪男との記念撮影やサハラ砂漠のスケボー横断などを成功させていて、その後描かれた本編でも探検家になることが夢だと語っている。
メンメン
声 - 横山智佐
コンブのガールフレンド。お団子頭にチャイナ服（第6話までは上着に丸の中に「娘」と書かれていた）がトレードマーク。ラーメン屋「らーめんメンメン」の看板娘。普段は明るく朗らかな女の子だが、一度キレると非常に暴力的になり、非常に怖い。
占いが趣味で、マーブルチョコを使ったマーブル占いは百発百中の的中率である。コンブに好意を寄せている。
未来編ではコンブと結婚し専業主婦となっている。
最終回では自らの作ったリトルグルメ 「マシュマロ花束」を旅立つコンブへと手渡し、食したコンブに「オーマイコンブ」を言わしめた。そして別れの涙を見せながらも最後は笑顔でコンブを見送った。

### かまぼこ小学校
ムスビ
声 - 渡辺久美子
コンブの友達。気弱で几帳面な性格で、7人兄妹の長男で、妹のタラ子と5つ子の弟達がおり、まだ幼い兄妹達の面倒をよく見ている。趣味はビデオ鑑賞。実家は弁当屋「ムスビ弁当」で、将来は店を大きくしたいと思っている孝行息子だが、とんでもない野心家の一面を覗かせたことも。
パイ助に（一種のイカサマ賭博で）恐喝されたことがあり、コンブに相談。コンブはチョコレート勝負でパイ助を下してイカサマ賭博（とそれに伴う恐喝）をやめさせた。
未来編ではテレビで体操のお兄さんになっているが、子供達からいじめられ続けている。
アブラミ トン子
声 - 真柴摩利
コンブのクラスメイト。相撲取りのような巨体で態度もでかい女の子で、並外れた怪力の持ち主。「〜ダス」が口癖。パイ助に惚れている。
未来編ではさらに巨体となり、ドクター・カルビによる歴史改変計画でメンメンの代わりにコンブと結婚させる「どこぞのブス」に採用された。後のエピソードでは血縁関係は明言されていないが苗字が同じ「アブラミ ポヨ子」がパスタの同級生として登場している。
鼻 高高（ハナ タカダカ）
声 - 難波圭一
コンブのクラスメイト。カネモチデンガナ国という、国民全てがお金持ちである国のえりーと小学校からの転校生。金持ちのボンボンで、それを鼻にかけているイヤミな奴。鼻が非常に長く、顔は母親と瓜二つ。コンブのリトルグルメが美味かったにもかかわらず、「オーマイコンブ」となかなか言わなかった。パイ助に「言っちゃえ」と半ばはやし立てられるように促され、泣き出した際は家に帰り、母親に泣きつくというマザコンなところもある。
金持ち以外にこれといった特技がなく、見せ場も少ないためか、出番が多いわりに人気投票では振るわなかった。
未来編では息子と思われる「鼻高夫（ハナ タカオ）」がパスタの同級生として登場する。
甘栗 マロン
声 - 南央美
コンブのクラスメイト。栗のような頭をしている。メンメンとは友達だが、コンブやパイ助との関わりは少ないため、出番はほとんどない。未来編には結婚式の客として小さく1コマだけ登場し、12巻の話では活躍している。学力優秀の兄がいる。
パパイヤ先生
声 - 松井菜桜子
本名「パパイヤ・ピーチ」。コンブ達が通うかまぼこ小学校の担任の先生。第7話で新たなイカ年ゲソ組の担任として赴任する。その際は寝坊したため着替える時間がなく下着の透けたネグリジェ姿で出勤、結果的にクラスの男女が対立する原因となってしまった。ボディコン姿がまぶしいダイナマイトボディの美女だが、怒ると般若のごとく恐ろしい形相になる。カフェばーさんの孫娘。アニメ版では原作以上にお色気シーンが増えている。コンブたちの宿題分業を見抜いてしかりつけ、遅刻する人には廊下に立たせた。
未来編でも教師を続けており、パスタの担任を務めている。
なお、パパイヤの前任者は鳴門巻き型の頭で眼鏡にチョビ髭を生やし、語尾に「ナルト」をつけて話す男性教師だった（1回のみの登場）。
ジャガ校長
声 - 緒方賢一
かまぼこ小学校の校長。子供達を温かく見守る優しい先生。お菓子が大好きで、実家で経営している「ジャガマート」からこっそり持ち出しては、妻のサツマ夫人によく叱られる。校長室の金庫にも果物を含む多数のお菓子を入れてある。コンブ達と一緒に一泊旅行に行く際にお菓子を持ち出し、妻に叱られた後、「普段は亭主関白」と言い張るも、コンブが「奥さんが怒ってこっちに来た」と嘘を吐いた際には、平謝りしている。いわゆる恐妻家である。生徒からは慕われているものの、校長としての指導力不足を問題視され、一度校長の座を追われたことがある。しかしコンブたちとの絆に心を打たれた後任の教鬼（きょうき）校長自らの手により校長に復帰した。
トマト
声 - ？
コンブのクラスメイト女子。クラスでは特に影が薄いが、教育熱心な親にやとわれた家庭教師・キヨシにうんざりしている。
彼女の悩みを聞いたコンブが、キヨシを何とかしようとリトルグルメを食べさせる。
キヨシは美味であると思うそぶりをみせるが、（オバカと思っている）コンブのリトルグルメを認めたくないから（なのと、負けたくないという気持ちから）「OH MYコーンブ!」を言わない。だが、コンブに感服したトマト母がキヨシをたたき出した。
タカピーととりまきのギャルたち
声 - ？
コンブのクラスに転校してきたコギャルたち。
容貌はいいので、パイ助やムスビ、高高たちにちやほやされる。それもあって、転校以前から女王様気取りであった。
ほかの女子とコンブは激怒して、コンブがリトルグルメを使って注意した処、彼女たちは侮辱されたと受け取られ、「こんな学校にはいられない」と早々に別の学校へ転校してしまった。
その後、しばらくは団吾郎を下僕彼氏にしていた。

### ぺろりん村の住人
なべやき 団吾郎
声 - 渡部猛
コンブの父親。定食屋「めし団吾郎」を営む自称天才料理人であるが、常人と味覚が正反対のため、非常に不味いゲテモノ料理しか作ることができず、店はまったく繁盛していない。団吾郞の作るゲテモノ料理は人が食しても問題ない昆虫食に適した昆虫や海外では食べる国があるが、日本人は食べないヘビやカエルの肉等が材料ではなく、ほとんどがカビの生えた食材やゴキブリ等の人が食べたら支障を来す100％食さない物を平気で食材として使う為、食えたものではない。
代表作は歯につまったキュウリを一週間ねかせた「スーパーでりちゃすキュウリ」、鶏肉と鶏卵の代わりにカエルとオタマジャクシとカエルの卵を用いた「カエルの親子丼」、屋台のメニューを混ぜ合わせた「お好みイカもろこしあんずわたアメそばタコおでん焼き」など。
味覚を逆手に取り自分が不味いと思う料理を作ってコンブ以上の腕前を見せたこともあるが（この際に作った料理の1つはコンブがかつて作った「ハムのちゃきん風小枝つつみ」だった)、不味さを追求し過ぎて本当に不味いものを作ったり、息子の作った料理を「美味い」と言っていることから、一定水準以上の味に対しては常人と同等の味覚になると思われる。
金に汚い上に、女好きでとにかく下品な性格（それゆえ、一時期タカピーたちの下僕彼氏になっていた）。寝相が悪く、朝は大体変な寝方になっている。「どっぱっぱっぱっぱ」という、独特な笑い方をする。コンブに対する親の情は持ち合わせているが、その結果取る行動は、地が非常識なだけに周囲だけでなく彼にまで迷惑をかけることがざらである。また、無数のミニ団吾郎に分裂する、など、しばしば妖怪じみたことをやってのける。なお、妻は作者が設定するのを忘れていたため登場しない。
DET編終了直後の回では半年間ギャグをできなかったストレスから開発した「団吾郎団子（原材料は不明）」により、コンブ・メンメン・パイ助を除いた登場人物の大半をギャグ人間にし、自身を主人公とした『OH!MY団吾郎』として漫画の乗っ取りを企てた。
心配性で一泊旅行に行くだけなのに何かしらで家が壊れる事を懸念して家財道具一式持ち出して持って行こうとした。
最終回のラストシーンでようやく父親としての任務を遂行した。
未来編でもコンブの独立後も店は続けているようであるが、荒れ果てていて客もよりつかない。
カフェ婆さん
声 - 鈴木れい子
村民の憩いの場である「カフェバー婆」を経営する。パパイヤ先生の祖母で、まつ毛の部分だけ孫と似ている。年長者として、コンブ達にさまざまな助言を授けており、リトルグルメをバーのメニューに採用したりもする。未来編では100歳を超えるが、それでも元気にバーの経営を続けている。
試食 太郎（ししょく たろう）
声 - 石森達幸
試食に情熱を燃やす試食一家の主。外食と称してデパ地下での試食ツアーなどを行う。試食ネタ以外にも、各種イベントでの司会進行役としての登場も多い。また、試食で培った舌を買われて、料理大会の審査員を務めることが多い。
常に笑顔だが時折真面目な事を言う際は真剣な顔になる。爪楊枝を常時携帯している。
試食 花子
声 - 津野田なるみ
試食太郎の妻で、いわゆる肝っ玉母さんと呼ばれる母親に見られる、太めの体型である。
試食 一郎（ししょく いちろう）
声 - 南央美
試食太郎の子供で坊主頭。初登場時は幼稚園児だったが、後に小学校に入学する。
鼻 高子（ハナ タカコ）
声 - 滝沢久美子
高高の母親。息子の高高を溺愛している。ニコニコランドの社長で、遊園地「ワクワクランド」を経営している。
「安いものはまずく高いものほど美味い」という極端な概念を持っており、安価な材料を使っているコンブのリトルグルメをインチキと罵ったが、リトルグルメの美味しさを目の当たりにして自分の考え方が間違っていたと反省し、高高もコンブと和解した。しかし、それが安いもののほうが美味いという認識に変わり、朝食で高高が30円の納豆を1億個も食べさせられることになる。大型ダンプに積んで学校までやって来て高高の教室に降ろしてしまい、クラス中が納豆だらけになってコンブやパイ助、メンメンやムスビを始めクラスメートが迷惑を被った。
夫は婿養子で、高子や高高とは反対に鼻が低く、それ以上に腰も低いが、したたかな面を持つ。
舌 厳格（した げんかく）
声 - 藤本譲
ぺろりん村の有名な料理評論家。コンブ達からは「厳格先生」と呼ばれている。当初はコンブ達のリトルグルメを子供騙しと酷評したが、楽しそうに料理を作るコンブたちの姿を見ているうちに、かつて自分も料理を楽しみながら作っていたときの心を思い出し、和解する。その後は初登場時の傲慢な性格は消え、食事のマナーのことでコンブ達を激しく叱りつけるなど、厳しくも立派な人格者として描かれるようになる。最新ゲームを真っ先にクリアして子供っぽく喜ぶなどギャグシーンも見られる。
団吾郎団子を食わされた際は上半身裸にビキニパンツと網タイツを履いて頭にフォークを立て股間に包丁を挟み、車輪のついたまな板に乗ってかくかくくんと同じように腰を前後に振りながら「舌厳カクカク〜」などと叫んで暴れ回るなど完全にキャラが崩壊してしまった。その後もコンブと団吾郎にピリピリもちと団吾郎団子を交互に食わされて覚醒とギャグ人間化を繰り返させられ、最後は激怒して2人を怯ませた。
クッキー
コンブ達のクラスに転校してきた謎の少年。その正体はDETの先兵として送り込まれた刺客。料理人だった父親を病気で亡くし後にDETに引き取られた。
当初はコンブの作ったリトルグルメにアレンジを加えて振る舞う、相手が料理する様子を見て作り上げる料理を言い当てる、などコンブ以上のリトルグルメのセンスを見せ付けるが、後の料理対決に敗れて組織に捨てられてしまう。
一度姿を消すがDETとの料理対決で相手の謀略による不戦敗の危機に助っ人として参戦しぺろりん村を救う。
その後、舌厳格の料亭に弟子入りし真っ当な料理人としての道を歩み、コンブとは良きライバル関係となる。
未来編では、ヨーロッパで注目の若手料理人となっていることが語られている。
んまんま星人
んまんま星から宇宙船の故障により地球に漂着した、宇宙人の一家。非常に大食いで、体の何十倍もありそうな量の食べ物をあっという間に食べ尽くす。これに目をつけた団吾郎が、賞金目当てで各地の大食い大会に連れ回すうちに、とても食べ物とは思えないような、壊れた自転車などの粗大ゴミまで食べさせられたことが原因で、食べる喜びを見失い拒食症になってしまうが、コンブのリトルグルメによって回復する。ぺろりん村が気に入ったことや子どもがかまぼこ小学校に入学したこともあって、宇宙船が直った後もぺろりん村に住み続けることを決める。また、宇宙船が直った際には、コンブ達をんまんま星に招待している。
チャイナルト
声 - 神山卓三
ぺろりん村にやってきたラーメン屋「ナルト軒」の店主。卑怯な性格であり、クレーマーを雇い、「らーめんメンメン」に行かせて注文したラーメンにゴキブリをワザと入れて「ゴキブリが入っていた」と言ってクレームを付けて「ここの店では食べない方が良い」と言ってライバルの「らーめんメンメン」の評判を落として客を奪おうとしたが、同業者にクレームを入れて評判を落として客を奪い、自分の店だけ繁盛すれば良いとするチャイナルトの卑怯なやり方に怒ったコンブとのラーメン対決に敗れて失敗する。その後リベンジにも失敗し、ついに店の経営が傾くも、コンブの助力で持ち直す。ただし、本人は素直に受け取っていない。妻とキムチという名の息子がいるが、チャイナルトと違い性格は良く、コンブ達との仲も良好。
一家揃って、ラーメンのどんぶりを逆さまにしたような形の頭と、渦巻きメガネをしている。笑い声は「はひふへほーっほっほっほ！」。
コミックボンボン誌上での初登場時の名前は「しなちくナルト」だったが、コミックス収録時に改名されている。
トマト母
声 - ？
トマトの母。娘のトマトに対して、教育熱心すぎる処が在る。
キヨシを何とかしたいコンブのリトルグルメに対するキヨシの反応を見て、コンブに対して感服。
キヨシをたたき出して、トマトに対して知育一辺倒の方針をやめる。
カテイ キヨシ
声 - ？
トマト母が娘のトマトの成績向上をさせるために雇った家庭教師。
だが、彼は知育一辺倒、「頭の悪い奴はいつまでたっても底辺だ」という考えのもと、トマトの趣味である絵画（を描く事）までも禁止してしまう。
トマトから相談を受けたコンブのリトルグルメを試食する。だが、「頭の悪い奴の料理が美味なはずがない。」という前提のもと、コンブのリトルグルメに対して（旨いそぶりをみせる衝動に駆られるが）認めたくないので「OH MYコーンブ!」を言わない。
だが、すべてを見たトマト母に「私とあなた（キヨシ）の負けよ。」と敗北宣言され、家庭教師を首になる。

### その他のキャラクター
秋元 おすし
声 - 堀内賢雄
主にアニメで登場する原作者秋元康の作中キャラクター。アニメではストーリーの進行役・解説役として登場する。原作では中盤以降登場しなくなるが、DET編でその名を冠した「あきもと製菓」なる会社が登場。社屋は秋元おすしの顔を模しており、社員も全員が秋元と同様に巻き寿司形の頭をしている。DETによるムスビ弁当へのいたずら電話で名を騙られてしまった。
ストロガノフ
食の世界の支配を目論む闇の組織DET（Dark Empire of Taste）のリーダー格。
普段は物静かな態度だが、コンブのリトルグルメを「子供の遊び」と評したり、目的のためならば平然と（チャイナルトが予見したセコイ手段とは比較にならないほどに）、卑劣な手段を用いる。
ぺろりん村の支配を賭けた3本勝負最終戦（レストラン経営対決）で超高級料理を超低価格で振舞う策に出るも、コンブの家族で食事（料理）を楽しめるアイデアに敗れ、潔く負けを認めた。なお、後に組織は崩壊したことがジャッキーの口から語られている。
ジャッキー
DETのメンバーの一人。プライドが高く口が悪い。コンブに敗れたクッキーの手を踏みしだくなど残虐な性格で、DET編では笑い声も「けーっけっけっけ！」という下卑たものだった。
ぺろりん村の支配を賭けた3本勝負2戦目で、組織では格下だったクッキーと同じ料理を作るも、素材選びやその扱い方の差が味の差となり、敗れる。
この敗戦を期に、自身の料理人としてのあり方を見つめ直し、修行をしていたようで、「ゾルダーム編」でコンブ達と再会を果たすことになる。口の悪さと基本的な性格は相変わらずだが残忍性はなりを潜め、純粋にコンブ達との再戦を待ち望んでいた。なお、DET編ではコンブ達と変わらない体格だったが、再登場時にはやや筋肉質な体格になっていた。料理人でありながらとても喧嘩に強く、拳銃を持ったゾルダームのボディーガード数人を倒している。
アリサ
DETのメンバーの一人で、ぺろりん村の支配を賭けた3本勝負1戦目のために呼び寄せられた、スキンヘッドに肥満体の巨漢。笑い声は「ぐっぺっぺ」。普段は自身の名を冠したレストランビルを任されている。
よだれを垂らしながら自分の料理を貪り食うという品の無い男だが、自身で「自分が作る料理は美味すぎて幾らでも食べてしまう」と言う通り、パイ助との卵料理勝負ではアイデア力と巨体に似合わぬ繊細な味で勝負を制する。その後は登場していないため、去就は不明。
ピュレ・マティーヌ
世界中を回りながら料理修行をしている美少女料理人。行方不明になった母を捜すため、唯一の手がかりであるゾルダーム主催の料理大会に出場する。
ゾルダーム編後半から成り行きでジャッキーと行動を共にすることになり、次第に彼との絆を深めていく。
ゾルダーム
世界屈指の財団ゾルグループの会長で、美食家として食の世界に強い影響力を持つ老人。しかしそれは表向きの姿で、真の目的は優れた料理人のデータを集め、完璧な料理人を造り出し、古文書に記された不老不死の秘薬を作らせることにある。データ収集のために自ら主催した料理大会を利用して、多くの料理人を拉致しており、ピュレの母もその一人である。優勝したコンブに命じて不老不死の秘薬を作らせ、それを飲むが、古文書に記された不老不死の秘薬の効果は「一度死ねば、老いることはなく、死ぬこともない」というものだったために、体が溶解して死亡。本作では珍しい最終的に死去したキャラとなった。
ウォン
ゾルダーム主催の料理大会に出場する謎の料理人。非常に高い技術を持ち、ジャッキーとのタマゴ料理対決では、ジャッキーの渾身（こんしん）の一品を目玉焼きで退ける。
その正体はゾルダームの野望のために造り出された人造人間で、過去の料理大会で拉致した料理人の能力が全てインプットされている。そのため、ピュレとの対決では彼女の母の動きを完全にトレースしてピュレを惑わし戦意を喪失させてしまう。しかし、最後はどれだけ優れた技術を集めようとも決して真似ることのできない「心」のこもったコンブの料理の前に敗れ去る。敗北後、微笑みを浮かべていたがゾルダームの死後の行方は不明。
なべやき パスタ
コンブとメンメンの息子。2009年生まれ。
初登場は、メンメンへの横恋慕からコンブと結ばれる歴史を変えてしまおうというドクター=カルビの目論見を阻止するために、未来から少年時代のコンブに助けを求めてやってきた。ただし事件解決後は規則に従って、コンブたちの一連の記憶は消去されている。
これが好評で、後に描かれたエピソードにも登場。当初はコンブの息子であるにもかかわらず、料理が嫌いだったが、難病に倒れた母メンメンを唯一救える治療薬を探す探検を通じて、料理に目覚めることになる。
ドクター=カルビ
未来の人間でカルビ研究所の所長。ナムルという名の娘とビビンバという名の弟子がいる。
未来のメンメンに惚れプロポーズするも既にコンブと結婚してるいため振られ、それを逆恨みして過去に介入してコンブとメンメンが結ばれる歴史を変えてしまおうと目論む。
最終的にコンブに殴られた事で愛するはずのメンメンを傷付けていたという己の過ちに気付き、潔く身を引いた。
怪盗バッカー
未来編に登場。霊薬バルードを独占して巨万の富を得ようとたくらむ怪盗。怪盗ルパンの子孫、ルパン15世…の隣から三件目に住んでいたとの事。シルクハットにマントという怪盗然とした姿だが、その下は網タイツに星柄のブリーフ一丁という奇抜な姿。武器として鞭やナイフを使う。初登場時こそ名前をパイ助に「怪盗バカ」と勘違いされて「バカじゃねえ、バッカーだ！　人の話はよく聞けバカヤロー！　この名前のせいで小学校の頃いじめられてよー！　そんなオレの気持ちなんかおめーらにゃ……」と激高してまくしたてるギャグシーンがあったものの、霊薬バルードを独占するためにコンブ達を激流に落としたり、「一緒に（霊薬を）探そう」と言うパスタに「お前の母親が死のうと私には関係ない」と言ってのけるなど、基本的に冷酷な性格。最期はその自己中心的な性格と醜い態度がバルード国王の逆鱗に触れ、焼き殺されるという末路を迎えた。ゾルダームと同じく、本作では珍しい最終的に死去したキャラとなった。
へろへろくん
コンブが見ていた作中作（テレビアニメ）のキャラクター。後にかみやの次回作として連載されるものと比べ、顔はほぼ同じものの、手足胴体はそれぞれ一本線のみで描かれている。
このアニメ番組は長寿番組となっているようで、未来編でも放映されていた。
また、作中作では常に腰をカクカク動かしている「かくかくくん」というキャラクターもいた。
石橋貴明
人気番組『ねるとん紅しょうが団』(『ねるとん紅鯨団』のパロディ)の司会者。作者の前作『まんが とんねるずのみなさんのおかげです』（ミスター＝ヒロ名義で執筆）に引き続いての登場。なお、相方は登場しなかった。
味道天明（みどう てんめい）
天才料理人。舌厳格と実力を二分する日本料理会の第一人者。最終回で友人である厳格の元を訪れ、コンブを料理修行に誘う。

## 関連書籍
- 『OH!MYコンブ リトルグルメ大百科』（講談社〈コミックボンボンスペシャル〉、1991年9月、ISBN 4-06-103268-2）

## アニメ版
1991年5月4日 - 9月28日までTBS系で放送された。全22回。放送時間は土曜日17:30 - 18:00（JST）。映像ソフトは1992年にケイエスエスからVHS全8巻が発売されたが、現在は全て廃盤となっており、DVD版・Blu-ray版はリリースされていない。

### スタッフ
- 原作：秋元康、かみやたかひろ
- 企画：秋元康、三樹創作（講談社）
- 監督：今沢哲男
- シリーズ構成：村雨竜彦、日隈健一
- 作画監督：大宅幸男、大武正枝
- 美術監督：石渡俊和
- 撮影監督：都島雅義
- 音響監督：明田川進
- 音響効果：アニメサウンド
- 音楽：辻陽
- プロデューサー：鈴木良平（講談社）、井上博（TBS）
- アニメーション制作：スタジオ古留美
- 制作協力：C&Dディストリビューション
- 製作：講談社、TBS

### 主題歌
オープニングテーマ「おあずけごめん」
作詞 - 秋元康 / 作曲 - 深大宮郷 / 編曲 - 竜崎孝路 / 歌 - すねかじり
エンディングテーマ「ちょっといいとこ見てみたい」
作詞 - 秋元康 / 作曲 - 深大宮郷 / 編曲 - 竜崎孝路 / 歌 - うつぼちゃん

### 放映リスト
| 回 | サブタイトル                    | 脚本                    | 絵コンテ            | 演出                | 作画監督 | 放映日        |
| -- | ------------------------------- | ----------------------- | ------------------- | ------------------- | -------- | ------------- |
| 1  | これが噂のリトルグルメでい!     | ひのくまりこう          | 今沢哲男            | 高須賀勝己          | 大宅幸男 | 1991年 5月4日 |
| 2  | 夜店で勝負                      | 村雨竜彦                | 金子伸吾            | 金子伸吾            | 大武正枝 | 5月11日       |
| 2  | 5000万円の納豆                  | 村雨竜彦                | 藤みねお            | 藤みねお            | 大武正枝 | 5月11日       |
| 3  | 大乱戦!超うまかコンテスト       | ひのくまりこう          | 原征太郎 金子伸吾   | 高須賀勝己 金子伸吾 | 笠原慎介 | 5月18日       |
| 4  | 遠足はお弁当がお楽しみ          | 村雨竜彦                | 内藤孝              | 内藤孝              | 坂田筆男 | 5月25日       |
| 4  | 五月病をなおす方法              | ひのくまりこう          | 井上修              | 井上修              | 坂田筆男 | 5月25日       |
| 5  | おいしい占い                    | 橋本裕志                | 高須賀勝己          | 高須賀勝己          | 大宅幸男 | 6月1日        |
| 5  | キューキョクの給食              | 谷岡亜紀                | 藤みねお            | 藤みねお            | 大宅幸男 | 6月1日        |
| 6  | ギャンブラー・パイ助            | 鈴木しゅんすけ          | 原征太郎            | 藤みねお            | 大宅幸男 | 6月8日        |
| 6  | 駄菓子屋がなくなる日            | 並木敏                  | 金子伸吾            | 金子伸吾            | 大宅幸男 | 6月8日        |
| 7  | 父の日は大騒動                  | 大野木寛                | 片岡康治            | 藤みねお            | 笠原慎介 | 6月15日       |
| 7  | 情け無用のダイエット            | 杉原めぐみ              | 秦泉寺博            | 秦泉寺博            | 笠原慎介 | 6月15日       |
| 8  | 梅雨はキケンがいっぱい          | ひのくまりこう          | 井上修              | 井上修              | 下坂英男 | 6月22日       |
| 8  | ムスビ君のアッシーな恋          | はやしゆたか            | 内藤孝              | 内藤孝              | 下坂英男 | 6月22日       |
| 9  | パーティは腹ペコ                | 桜井正明                | 原征太郎            | 金子伸吾            | 大武正枝 | 6月29日       |
| 9  | ドッジボールはどっちがウマイ?   | 村雨竜彦                | 高須賀勝己          | 高須賀勝己          | 大武正枝 | 6月29日       |
| 10 | プロレスラーはグルめん          | 鈴木しゅんすけ          | 秦泉寺博 藤みねお   | 秦泉寺博 藤みねお   | 長太     | 7月6日        |
| 11 | 正しい仲直りのしかた            | ひのくまりこう          | 原征太郎            | 藤みねお            | 大宅幸男 | 7月13日       |
| 11 | ひやメシはウラメシ〜            | 浮ヶ谷たかのぶ          | 原征太郎            | 高須賀勝己          | 大宅幸男 | 7月13日       |
| 12 | でっかい波が呼んでるぜっ!       | 大野木寛                | 栗本ひろゆき        | 栗本ひろゆき        | 下坂英男 | 7月20日       |
| 12 | オカシなきもだめし              | 谷岡亜紀                | 内藤孝              | 内藤孝              | 下坂英男 | 7月20日       |
| 13 | 金髪サンは和食好き?             | 村雨竜彦                | 原征太郎            | 高須賀勝己          | 関野昌弘 | 7月27日       |
| 13 | カレーでどどばっ!               | ひのくまりこう          | 高須賀勝己          | 高須賀勝己          | 関野昌弘 | 7月27日       |
| 14 | アイスは地球を救う!!            | 鈴木しゅんすけ          | 秦泉寺博            | 秦泉寺博            | 大武正枝 | 8月3日        |
| 14 | 屋台少年テキーヤ                | 浮ヶ谷たかのぶ          | 金子伸吾            | 金子伸吾            | 大武正枝 | 8月3日        |
| 15 | 宇宙人は食いしんぼ?             | 大野木寛                | 藤みねお            | 藤みねお            | 椛島義夫 | 8月10日       |
| 15 | グルメオジンをやっつけろ        | はやしゆたか            | 原征太郎            | 藤みねお            | 椛島義夫 | 8月10日       |
| 16 | 夏を終わらせないで              | 橋本裕志                | 内藤孝              | 内藤孝              | 下坂英男 | 8月17日       |
| 16 | コンビニ弁当は母の味            | 杉原めぐみ              | 栗本ひろゆき        | 栗本ひろゆき        | 下坂英男 | 8月17日       |
| 17 | オカシなお菓子な宝島            | 谷岡亜紀                | 高須賀勝己 原征太郎 | 高須賀勝己          | 長太     | 8月24日       |
| 18 | 愛のネコマンマ                  | 杉原めぐみ              | 秦泉寺博            | 秦泉寺博            | 大武正枝 | 8月31日       |
| 18 | 夏休みの宿題はドタンバでキメろ! | 鈴木しゅんすけ          | 金子伸吾            | 金子伸吾            | 大武正枝 | 8月31日       |
| 19 | 家庭教師で落ちこぼれ?           | 村雨竜彦                | 藤みねお            | 藤みねお            | 関野昌弘 | 9月7日        |
| 19 | コンブのママをさがせ            | ひのくまりこう          | 原征太郎            | 藤みねお            | 関野昌弘 | 9月7日        |
| 20 | 早起きはパイパイのトク?         | 大野木寛                | 栗本ひろゆき        | 栗本ひろゆき        | 下坂英男 | 9月14日       |
| 20 | 試食道の極意だぜぃ!             | 並木敏                  | 内藤孝              | 内藤孝              | 下坂英男 | 9月14日       |
| 21 | 逆転グルメで大逆転              | 小野沢実                | 原征太郎            | 高須賀勝己          | 大武正枝 | 9月21日       |
| 21 | ごっつあん!リトルチャンコ       | 村雨竜彦                | 高須賀勝己          | 高須賀勝己          | 大武正枝 | 9月21日       |
| 22 | まんが日本お菓子ばなし          | 谷岡亜紀 ひのくまりこう | 藤みねお 金子伸吾   | 藤みねお 金子伸吾   | 大宅幸男 | 9月28日       |

### 放送局
放送日時は個別に出典が掲示されてあるものを除き、1991年6月中旬 - 7月上旬時点のものとする。
| 放送地域       | 放送局         | 放送日時           | 放送系列       | 備考                    |
| -------------- | -------------- | ------------------ | -------------- | ----------------------- |
| 関東広域圏     | 東京放送       | 土曜 17:30 - 18:00 | TBS系列        | 制作局、現・TBSテレビ。 |
| 北海道         | 北海道放送     | 土曜 11:00 - 11:30 | TBS系列        |                         |
| 秋田県         | 秋田テレビ     | 水曜 17:30 - 18:00 | フジテレビ系列 |                         |
| 福島県         | テレビユー福島 | 日曜 17:00 - 17:30 | TBS系列        |                         |
| 島根県・鳥取県 | 山陰放送       | 金曜 17:00 - 17:30 | TBS系列        |                         |

| TBS 土曜17:30枠      | TBS 土曜17:30枠 | TBS 土曜17:30枠                    |
| 前番組               | 番組名          | 次番組                             |
| -------------------- | --------------- | ---------------------------------- |
| まんがはじめて面白塾 | OH!MYコンブ     | 少年アシベ （木曜19:00枠から移動） |

## OH!MYコンブ ミドル
2021年1月14日、『モーニング』（講談社）にて前作から30年後を描いた続編「OH!MYコンブ ミドル」の月1連載が開始。漫画はかみやたかひろが継続。大人になったなべやきコンブが、安い菓子や食材を組み合わせ、「リトルグルメ」を作る物語となる。2022年17号をもって連載終了。前作のラストや未来編とは繋がらない内容になっており、それらの設定と本作との関連性については触れられていない。

### 登場人物（ミドル）
なべやき コンブ
前作で描かれた未来とは異なり、いつも公園で駄菓子をつまみに酒を飲んでいる中年男性でアパート住まいのフリーター。
近所の小学生からは妖怪扱いされ、外見も小学生時代や前作の未来とは別人のように変化しており、髪が伸びて、無精髭を生やしている他、トレードマークであったコック帽も着用していない。
なべやき 団吾郎
かなりの高齢であるため、息子であるコンブと別居し老人養護施設「つくしの里山」で暮らしている。相変わらずスケベでコンブに施設から苦情の電話がかかってくる程、女性職員に対するセクハラ行為が絶えない。
メンメン
コンブとは離縁の状態だが、理由は不明。最終回では彼女に未練があるのを見かねた仲間たちに促されたコンブが久々に電話をかけるものの、挨拶をしたところでスマホのバッテリーが切れて通話がぶつ切りになったところで幕を閉じ、結局二人の仲がどうなったのかは不明。
大家 ひとみ
コンブが住んでいるアパートの大家で夫を交通事故で失った未亡人でもある。酒癖が悪い。
白石 ちひろ
コンブの隣の部屋に住む女性で女優を目指して劇団通いをしている。
常夏 パイ助
コンブとは友人としての付き合いが続いており、冒険家ユーチューバーとして世界中を旅しながら、旅先の都市伝説に関する動画を投稿する毎日を送っている。
本間 五九郎（ほんま ごくろう）
コンブが働く「ジャガマート」の店長。お気楽な性格で面倒くさがり。
ジャガ校長
かつてコンブたちが通っていた小学校の校長先生であり、コンビニエンスストア「ジャガマート」の創業者。この時点で故人。
ムスビ
弁当屋「ムスビ弁当」の息子であったが、コンビニエンスストア「ジャガマート」をジャガ校長から経営を引き継ぎ、オーナーとなる。コンブがジャガマートで働いていることを知るとオリジナルスイーツの開発を要請する。フィットネスクラブ「Tフィットネス」社長兼インストラクターとして活躍しているアブラミトン子と結婚しており、「ダーリン」「ハニー」と呼び合う程のラブラブ夫婦である。
アブラミ トン子
コンブと同様、未来編とは全く違っており、20歳の時にフィットネスクラブ「Tフィットネス」を起業。この時、トン子は単なる経営者でありフィットネスには全く興味がなかったが、次第にハマり込んだ結果、昔の面影が全くない程のナイスバディな美人に大変身を遂げている。その経験を生かして自らを広告塔としたことで入会者が増え、その頃に再会したムスビからアドバイスを得て、全国展開していった。「Tフィットネス」の社長兼インストラクターとして活躍するとともにムスビと結婚し、妻としてムスビを支えている。